# Sinagoga Kiever
La Sinagoga Kiever (en inglés: Kiever Synagogue) es una sinagoga judía ortodoxa moderna en Toronto, Canadá. Fue fundada por inmigrantes judíos procedentes de Ucrania en 1912, e incorporada formalmente en 1914. Los congregantes eran trabajadores pobres y los servicios fueron conducidos por los propios miembros. Dos casas fueron finalmente compradas en el barrio de Kensington Market, y en su lugar se terminó la construcción del edificio del renacimiento bizantino de doble cúpula actual en 1927.